# Jonny Wilkinson
Jonathan Peter „Jonny” Wilkinson (n. 25 mai 1979, Frimley) este un fost rugbist profesionist britanic, care a jucat pentru echipa națională a Angliei și cluburile Newcastle Falcons și RC Toulonnais. Este considerat drept unul dintre cei mai mari jucători de rugby în XV din lume.

## Carieră
Componentul echipei Angliei a câștigat Cupa Mondială din 2003, după ce a înscris punctul victoriei cu Australia printr-un dropgol. A cucerit și titlul de cel mai bun marcator al turneului, cu 113 puncte marcate. A câștigat de patru ori Turneul celor Șase Națiuni (în 2000, 2001, 2003 și 2011). De-a lungul carierei a fost selectat 91 de ori pentru „Trandafiri”. A pus punct carierei internaționale după Cupa Mondială din 2011.
Cu clubul RC Toulon a câștigat campionatul francez, Top 14, în 2014 și a ajuns în semifinală 2012 și 2013. A câștigat Cupa Heineken din 2013 și a fost declarat cel mai bun jucător european în același an. S-a retras din rugby la sfârșitul sezonului 2013-2014. Imnul Angliei, „God Save the Queen”, a fost cântat de întregul stadion Stade de France în onoarea sa după ultimul său meci.
În anul 2002 a primit distincția de membru al Ordinului Imperiului Britanic (MBE). În iunie 2015 a fost numit comandor al acestui ordin (CBE).

## Legături externe
- Site-ul oficial lui Jonny Wilkinson
- Statistici Arhivat în 29 septembrie 2021, la Wayback Machine. pe ESPN
- Materiale media legate de Jonny Wilkinson la Wikimedia Commons